# Joe Rankin-Costello
Joseph Scott Rankin-Costello, detto Joe (Stockport, 26 luglio 1999), è un calciatore inglese, centrocampista del Charlton.

## Carriera
Cresciuto nel settore giovanile del Blackburn, ha esordito in prima squadra il 3 ottobre 2017, in occasione dell'incontro di EFL Trophy perso 0-1 contro il Bury. Il 18 gennaio 2020 ha debuttato anche in Championship, prendendo parte alla vittoria per 5-0 sul campo dello Sheffield Weds.

## Statistiche

### Presenze e reti nei club
Statistiche aggiornate al 17 marzo 2023.
| Stagione         | Squadra          | Campionato       | Campionato | Campionato | Coppe nazionali | Coppe nazionali | Coppe nazionali | Coppe continentali | Coppe continentali | Coppe continentali | Altre coppe | Altre coppe | Altre coppe | Totale | Totale |
| Stagione         | Squadra          | Comp             | Pres       | Reti       | Comp            | Pres            | Reti            | Comp               | Pres               | Reti               | Comp        | Pres        | Reti        | Pres   | Reti   |
| ---------------- | ---------------- | ---------------- | ---------- | ---------- | --------------- | --------------- | --------------- | ------------------ | ------------------ | ------------------ | ----------- | ----------- | ----------- | ------ | ------ |
| 2017-2018        | Blackburn        | FL1              | 0          | 0          | FACup+CdL       | 0               | 0               |                    | -                  | -                  | FLT         | 1           | 0           | 1      | 0      |
| 2018-2019        | Blackburn        | FLC              | 0          | 0          | FACup+CdL       | 0               | 0               |                    | -                  | -                  |             | -           | -           | 0      | 0      |
| 2019-2020        | Blackburn        | FLC              | 11         | 0          | FACup+CdL       | 0+1             | 0               |                    | -                  | -                  |             | -           | -           | 12     | 0      |
| 2020-2021        | Blackburn        | FLC              | 14         | 0          | FACup+CdL       | 0+2             | 0+1             |                    | -                  | -                  |             | -           | -           | 16     | 1      |
| 2021-2022        | Blackburn        | FLC              | 10         | 0          | FACup+CdL       | 0               | 0               |                    | -                  | -                  |             | -           | -           | 10     | 0      |
| 2022-2023        | Blackburn        | FLC              | 15         | 0          | FACup+CdL       | 4+3             | 1+0             |                    | -                  | -                  |             | -           | -           | 22     | 1      |
| Totale Blackburn | Totale Blackburn | Totale Blackburn | 50         | 0          |                 | 10              | 2               |                    | -                  | -                  |             | 1           | 0           | 61     | 2      |
| Totale carriera  | Totale carriera  | Totale carriera  | 50         | 0          |                 | 10              | 2               |                    | -                  | -                  |             | 1           | 0           | 61     | 2      |